# Нематеріальна культурна спадщина України

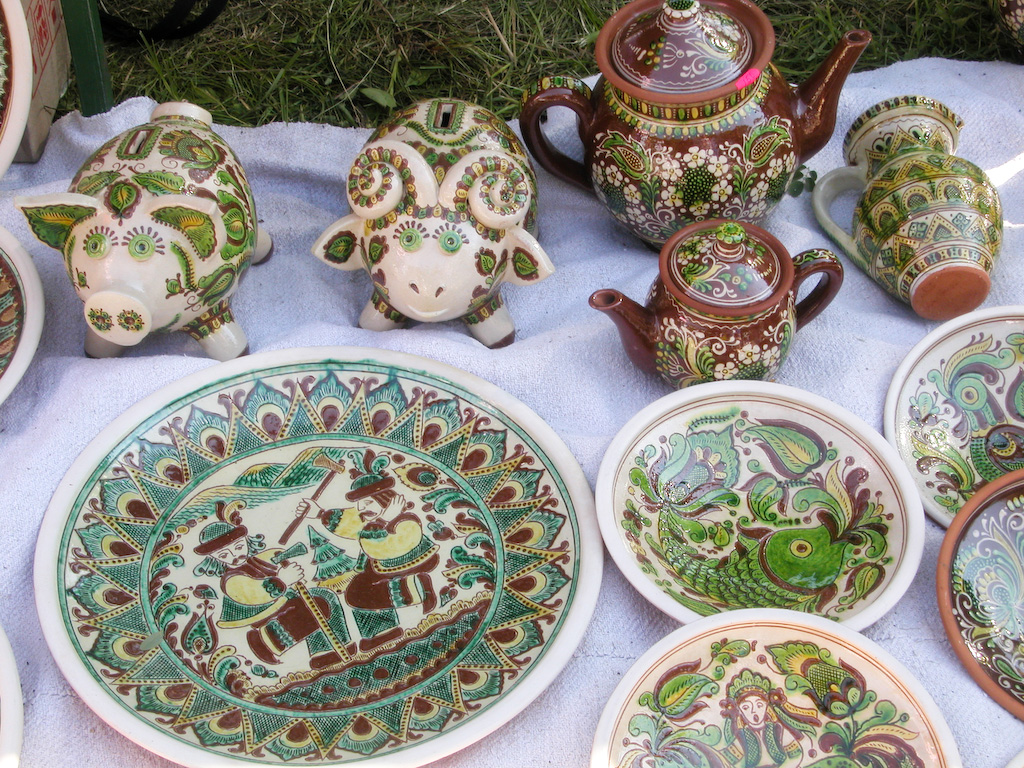
Косівська кераміка

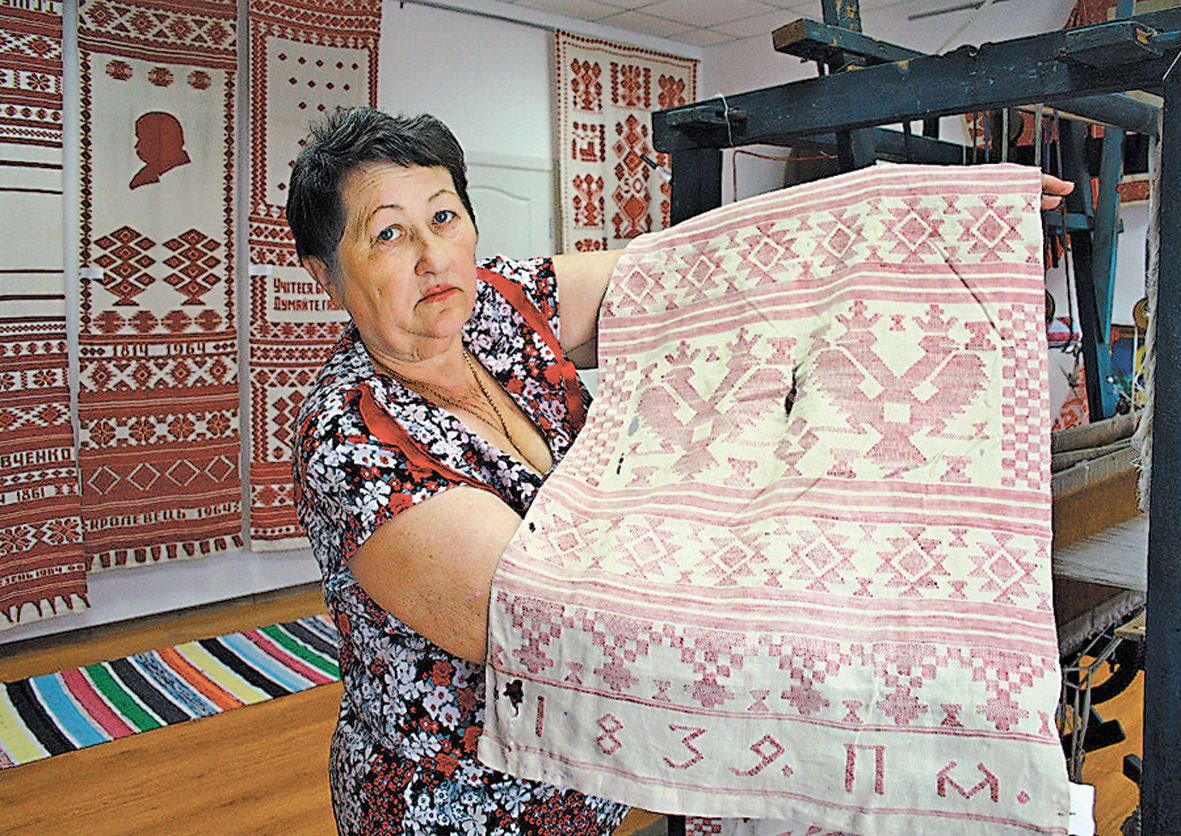
Кролевецьке ткацтво

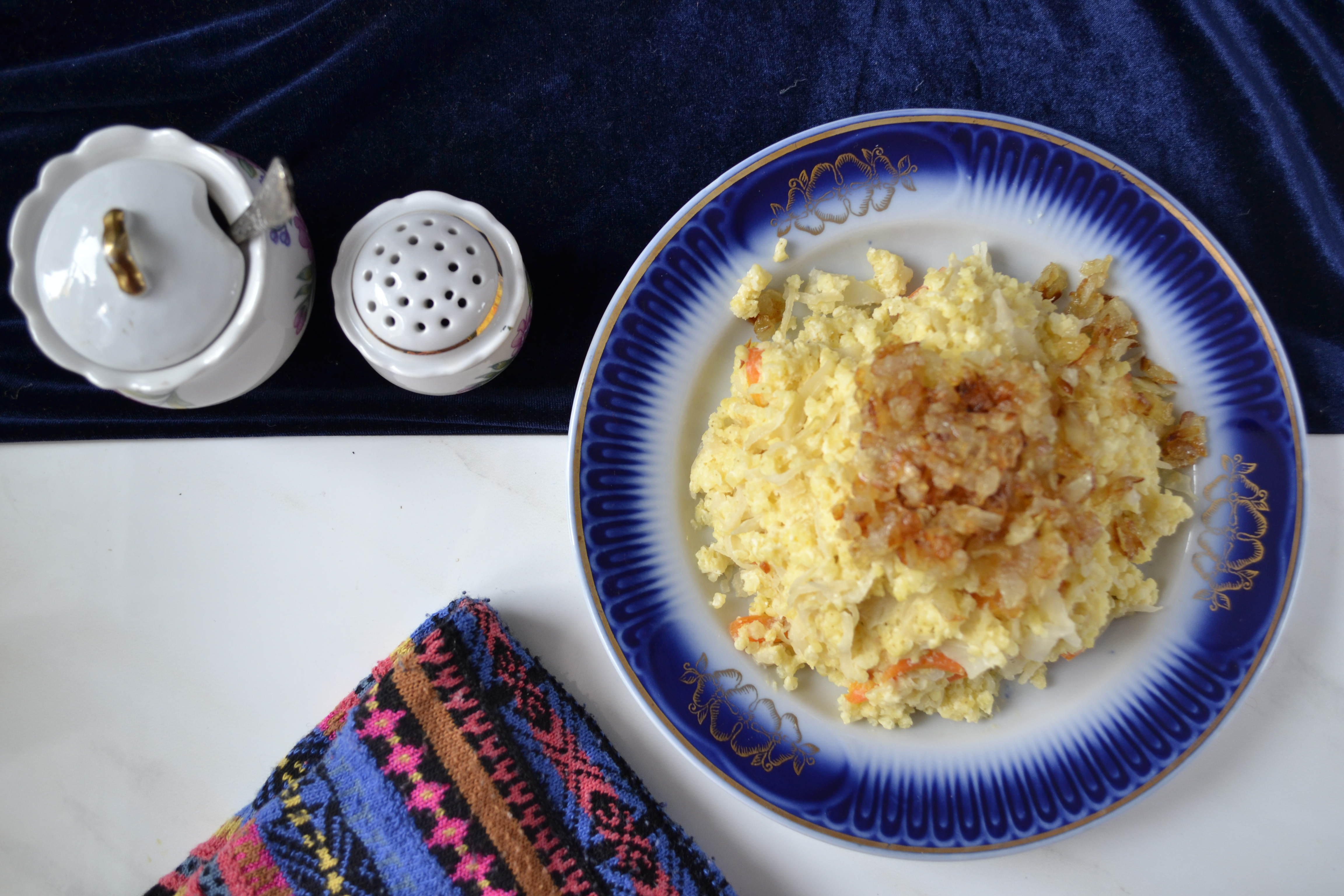
Засипана капуста

Нематеріальна культурна спадщина України — українська національна складова загальної концепції нематеріальної культурної спадщини, запропонованої в 1990-х роках як аналог Світової спадщини ЮНЕСКО, що приділяє основну увагу матеріальній культурі.
Нематеріальна культурна спадщина — це усна народна творчість, народні традиції, звичаї, свята, обряди, народна виконавська майстерність (музична, пісенна, танцювальна, театральна); традиційні ремесла; знання, навички та світогляд українського народу, що стосується природи і всесвіту (народна медицина, народний календар, національне кухарство, народний одяг тощо), що передаються від покоління до покоління, постійно відтворюються спільнотами та формують у них почуття самобутності та наступності, сприяючи таким чином повазі до культурного розмаїття і творчості людини.
На державному рівні формується Національний перелік елементів нематеріальної культурної спадщини України, згідно Порядку ведення Національного переліку елементів нематеріальної культурної спадщини України.

## Перелік

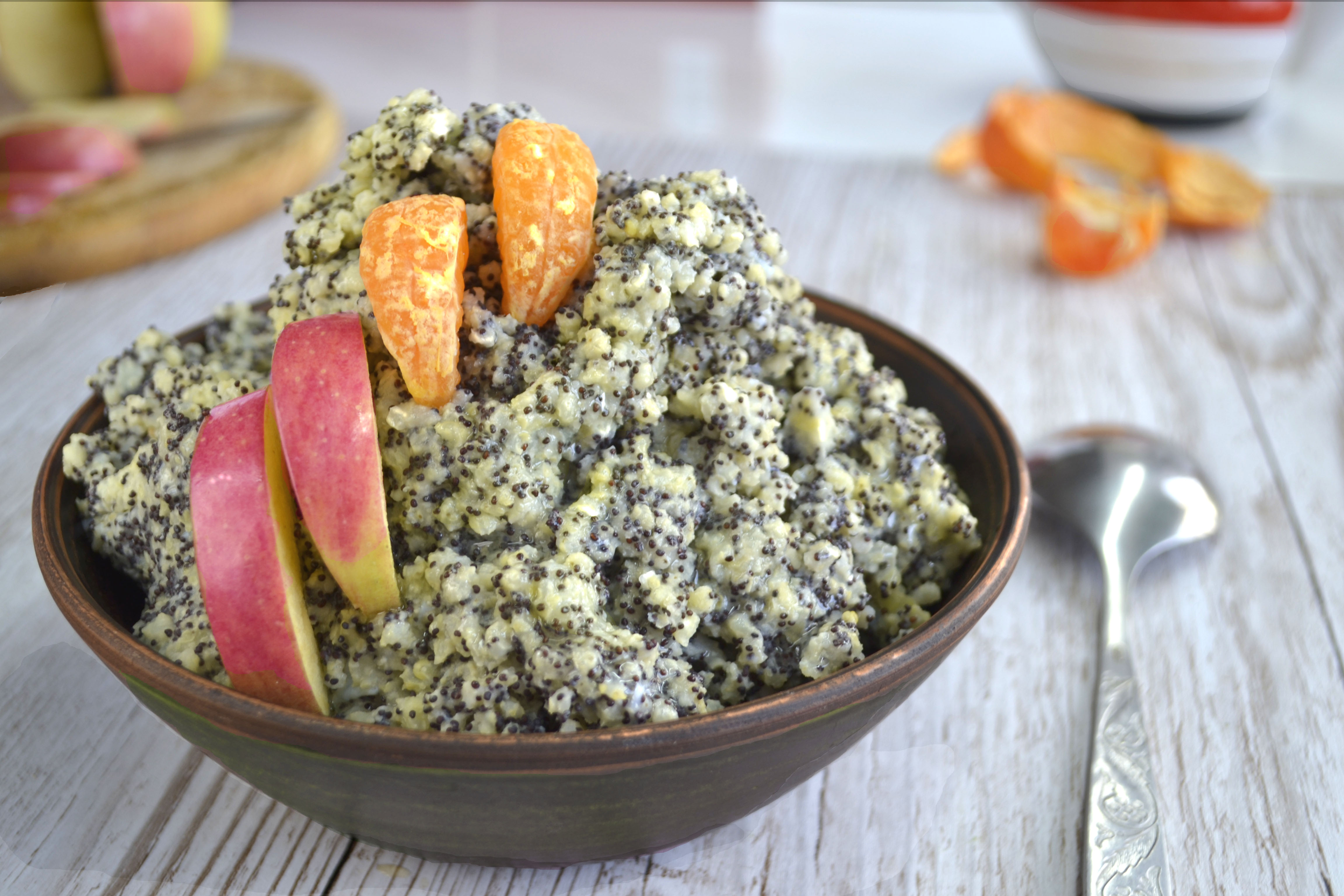
Зозуля (каша)

Станом на липень 2025 року до Національного переліку нематеріальної культурної спадщини України внесено 115 елементів

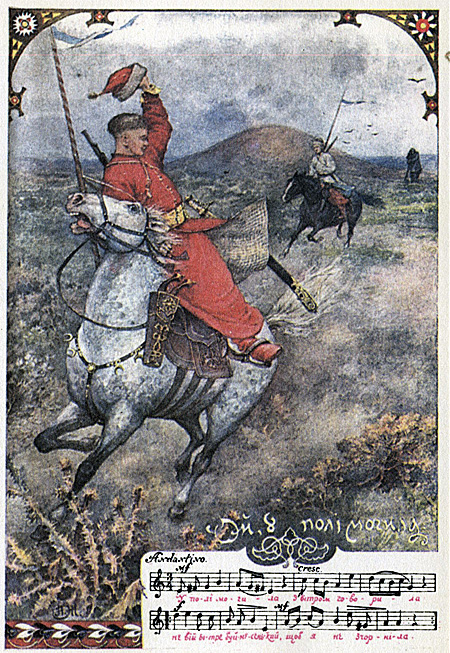
Козацькі пісні (листівка Амвросія Ждахи)

1. Традиція Косівської мальованої кераміки
2. Кролевецьке переборне ткацтво
3. Опішнянська кераміка
4. Петриківський розпис — українське декоративно-орнаментальне малярство XIX—ХХІ ст.
5. Козацькі пісні Дніпропетровщини
6. Пісенна традиція села Лука Києво-Святошинського району Київської області
7. Технологія виконання вишивки «білим по білому» селища Решетилівка Решетилівського району Полтавської області
8. Традиції рослинного килимарства селища Решетилівка Решетилівського району Полтавської області
9. Орьнек — кримськотатарський орнамент та знання про нього
10. Традиція орнаментального розпису бубнівської кераміки
11. Бортництво
12. Традиція гуцульської писанки
13. Традиція приготування ет аяклак (караїмський пиріжок з м'ясом). Досвід караїмів Мелітополя
14. Традиція обряду «Водіння Куста» у селі Сварицевичі Дубровицького району Рівненської області
15. Традиція декоративного розпису села Самчики
16. Олешнянське гончарство Чернігівщини
17. Художнє дереворізьблення Чернігівщини
18. Гуцульська коляда та плєси Верховинського району Івано-Франківської області
19. Звичай виконувати танець Аркан з Ковалівкою в Печеніжинській ОТГ
20. Мистецтво виготовлення звукової глиняної забавки «Валківський свищик»
21. Технологія виготовлення «воскових» вінків на Вінниччині
22. Культура приготування українського борщу
23. Карпатське ліжникарство
24. Борщівська народна вишивка
25. Технологія створення клембівської сорочки «з квіткою»
26. Великоднє гуляння «Водити Володара» в селі Розкошівка Теплицького району Вінницької області
27. Традиція приготування яворівського пирога
28. Створення об'ємної сферичної різдвяної звізди села Мацьковичі
29. Знання і практики приготування сахновщинського короваю
30. Традиційне харківське коцарство
31. Новорічна традиція буковинського маланкування
32. Особливості виконання клезмерської музики Подільського (Кодимського) району Одеської області
33. Різдвяний обряд "Мошу (обряд чоловічої коляди)
34. Знання, вміння та практики, що стосуються приготування та споживання біляївської рибної юшки
35. Музей традиційного народного мистецтва як інтерактивний простір нематеріальної культурної спадщини Одещини
36. Міліна — знання, навички та звичаї
37. Метод будівництва «суха кладка»
38. Бузинник — десертна страва з бузини, традиції приготування та споживання
39. Традиція приготування обрядової страви «крупки» с. Мостове Андрушівської громади Житомирської області
40. Мистецтво виготовлення яворівської дерев'яної забавки
41. Звичай і технологія приготування святкової та поминальної каші у місті Авдіївка Донецької області
42. Традиція лозоплетіння в с. Іза Хустського району
43. Міжнародний Різдвяний фестиваль «Коляда на Майзлях»
44. Гуцульська бриндзя
45. Культура приготування та споживання плацинди у селах долини річки Фрумушика
46. Українська писанка: традиція і мистецтво
47. Бортництво Київської області
48. Традиція соломоплетіння у Турійській громаді Волинської області
49. Практика та культурний контекст приготування «чіберек» та «янтик» — традиційних страв кримських татар
50. Сливовий леквар — традиція приготування та культура споживання на Закарпатті
51. Обряд «засівання з конем у селі Вістря Чортківського району Тернопільської області»
52. Традиційний обрядовий хліб Вінниччини
53. Кобзарство
54. Випікання весільних утят у селі Річки
55. Обряд приготування страви «Зелеківська зливанка»
56. Надсянська говірка на теренах Мостищини
57. Гуцульська боднарка
58. Мистецтво виготовлення глинянського візерункового текстилю
59. Буковинська та бессарабська тайстра: традиції виготовлення та побутування
60. Практика з охорони горюнської культури «Музеєм горюнської культури» в селі Нова Слобода Конотопського району Сумської області
61. Поліська дудка-викрутка: традиції виготовлення та гри
62. Традиція приготування та споживання обрядових хлібів до Дня Святого Георгія села Криничне
63. Обуховицьке ткацтво
64. Традиції рогозоплетіння (села Щітки та Писарівка Вінницького району Вінницької області)
65. Традиція наряджання могильних хрестів на Рівненському Поліссі
66. Приготування української традиційної страви «Голубці»
67. Культура традиційного вівчарства Бессарабії та знання, пов'язані з ним (Одеська обл.)
68. Традиція повіншування Василів у селі Липівка Рогатинської територіальної громади Івано-Франківської області
69. Буковинське поминальне деревце з дарами
70. Традиційне ремесло бджільництва у Сватівському районі Луганської області
71. Традиція гуцульського художнього дереворізьблення
72. Традиційний обряд Маланка с. Белелуя Івано-Франківської області
73. Традиційні жіночі прикраси із бісеру на Прикарпатті
74. Традиція і технологія вишивки жіночої сорочки на Гадяччині
75. Буковинський урочистий вінок з ковилою
76. Обряд приготування зливаної каші
77. Технологія приготування обрядового напою «Варена» в селі Боромля
78. Обряд «Гоніння гадюк»
79. Практика з охорони традиційних ремесел та народного мистецтва
80. Обряд заплітання весільної коси в селищі Білокуракине
81. Традиція і технологія виготовлення Обухівського «шитого» рушника
82. Пісні голубці з картоплею, традиція приготування та споживання
83. Традиційне свято «Міра»
84. Традиційне ткацтво у Камінь-Каширській громаді
85. Традиція Щедрого вечора в Україні
86. Традиція приготування сушки з фруктів у селах Охтирщини
87. Традиція травництва Старобільського краю
88. Коболчинська кераміка
89. Традиції приготування та споживання каші «Зозулі»
90. Традиція приготування затірки у селі Крива Лука
91. Кавова традиція кримських татар
92. "Агир ава ве Кайтарма", традиційний танець кримських татар
93. Практика з охорони «Гуцульських узорів (орнаменту) та пов’язаного з ним культурного простору»
94. Традиційна народна гра «Ашик»
95. Традиція виконання ритуального чоловічого танцю «Сербен» у селі Чортовець
96. Культура традиційної гуцульської сирної пластики
97. Весільний обряд «Читання корони»
98. Традиція дзвонарства у Львові
99. Культура приготування та споживання «Засипаної капусти»
100. Традиція створення бойківської писанки булавкою
101. Обряд встановлення «Віхи» на Переяславщині
102. Програма з охорони традиції покриття хат соломою та очеретом у Національному музеї народної архітектури та побуту України
103. Техніка вишивки «Городоцький шов» («городоцький стіб»)
104. Традиція, знання та уміння, пов’язані із сокальською сорочкою
105. Традиції Святого вечора та Різдва в Україні
106. Традиція відзначення Святого вечора в Україні
107. Традиції Святого вечора на Буковині
108. Традиція випасання худоби на буковинських та бессарабських полонинах Чернівецької області
109. Культурні звичаї та способи самовираження, пов’язані з обрядовим хлібом Надазовських греків (Псатир)
110. Традиція дзвонарства Свято-Михайлівського Золотоверхого монастиря: від набату до тридзвону перемоги
111. Обряд «Дівування» у м. Баштанка Миколаївської області
112. Мосяжні традиції Гуцульщини
113. Весільний обряд заплітання долі
114. Традиція випікання та дарування обрядових різдвяних пряників на Слобожанщині
115. Традиції храмового свята на Трійцю у селі Шульгинка Луганської області

До Списку об'єктів нематеріальної культурної спадщини, які потребують термінової охорони ЮНЕСКО входять:
1. Козацькі пісні Дніпропетровщини (2016)
2. Культура приготування українського борщу (2022)

До Репрезентативного списку нематеріальної культурної спадщини людства ЮНЕСКО входять:
1. Петриківський декоративний розпис як явище українського орнаментального народного мистецтва (2013)
2. Традиція косівської мальованої кераміки (2019)
3. Орнек, кримськотатарський орнамент і знання про нього (2021)
4. Писанка, українська традиція та мистецтво розпису яєць (2024)

До Реєстру належних практик з охорони нематеріальної культурної спадщини ЮНЕСКО входить Програма з охорони кобзарсько-лірницької традиції (2024).
Діяльність у сфері нематеріальної культурної спадщини України регулюється чинним законодавством[яким?]
Робота над створенням місцевих переліків елементів нематеріальної культурної спадщини триває.